# Limba Ram
Limba Ram (* 30. Januar 1972 in Saradit, Rajasthan) ist ein indischer Bogenschütze.
Limba stammt aus einem Dorf im rajasthanischen Distrikt Udaipur. Er vertrat Indien bei drei Olympischen Spielen im Bogenschießen: 1988 wurde er 39. und mit dem Team 20., 1992 erreichte er Platz 23 im Einzel und mit der Mannschaft Rang 16, 1996 schließlich Platz 63 und mit dem Team Platz 14.
Bei den Asienspielen 1992 egalisierte Limba Ram den bestehenden Weltrekord über 30 Meter und wurde Asienmeister.
Limba trat seit 1987, nach Aufstellen eines indischen Rekordes, international an. Der zum Stamm der Ahari gehörende Bogenschütze wurde 1991 mit einem Arjuna Award ausgezeichnet. 2012 wurde er mit dem indischen Staatsorden Padma Shri geehrt.
Limbu Ram lebt verarmt in Jaipur.